# Blue Jeans (film 1917)
Blue Jeans  è un film muto del 1917 diretto da John H. Collins. Il regista era sposato con Viola Dana, la protagonista femminile del film, un'attrice molto popolare all'epoca del cinema muto.

La sceneggiatura, firmata da June Mathis e Charles A. Taylor, si basa sull'omonimo lavoro teatrale di Joseph Arthur, andato in scena a New York il 6 ottobre 1890.

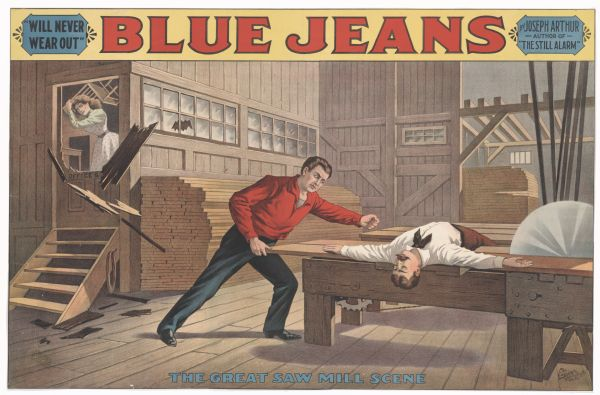
La scena della segheria nella versione teatrale del 1890

 Il successo della pièce si dovette anche alla scena in cui il protagonista - legato al bancone di una segheria - sta per essere squartato da una sega circolare. La scena, di grande impatto per l'epoca, finì per diventare un cliché usato comunemente al cinema.

## Trama
June, una povera orfana, viene adottata dal vecchio Tutwiler. La ragazza, quando conosce Perry Bascom, se ne innamora e, segretamente, lo sposa. Spunta però un'altra donna, Sue Eudaly, che dichiara di essere la moglie di Perry. Quest'ultimo, per rispondere alle accuse di Sue, lascia la città alla ricerca delle prove che possano smentirla. Nel frattempo, Sue si lega sempre di più con Ben Boone, avversario politico di Perry. Quando Perry torna, la situazione si fa sempre più grave: June, che ha partorito il loro bambino, è stata cacciata da casa da Tutwiler. Perry, poi, viene aggredito da Sue e da Boone, che tentano di ucciderlo in una segheria. Sarà salvato all'ultimo momento dall'intervento di June che finalmente può dire a tutti di essere sua moglie. Si scoprirà anche che è la nipote di Tutwiler e, insieme al marito, sarà riaccolta in famiglia.

## Produzione
Il film fu prodotto dalla Metro Pictures Corporation.

## Distribuzione
Distribuito dalla Metro Pictures Corporation e presentato da B.A. Rolfe, uscì nelle sale cinematografiche statunitensi il 10 dicembre 1917.
Copia della pellicola viene conservata negli archivi del George Eastman Museum.